# Рісторо д'Ареццо
Рісторо д'Ареццо (італ. Ristoro d'Arezzo) — італійський історик, астроном XIII століття, чернець.

## «Будова світу»
1282 року Рісторо д'Ареццо написав ґрунтовну природничу працю «Будова світу» (італ. Composizione del mondo), яка стала першою відомою прозовою працею італійською мовою. «Будова світу» присвячена географії та астрономії, у ній учений д'Ареццо вперше згадує гарячі джерела Лардерелло у Тоскані, знайдені в Ареццо дивовижні витвори давньоримського гончарного мистецтва, описує явища ерозії і затоплення долин, розповідає про викопні морські тварини і гладку гальку, знайдену на високих горах, появу якої там він пояснює Всесвітнім потопом. Людська цікавість, як вважав Рісторо д'Ареццо, — здатністю, дана людям Богом для того, щоб пізнати його творіння.
Окрім д'Ареццо описував, як крізь вікна чудового храму, де небо із сузір'ями нагадує вітраж, астролог спостерігає могутні сили, що підстерігають людину, розпростерту над безоднею, і з безоднею, розпростертою всередині самої людини. Розмірковуючи про видіння, які він бачив у вогняному дзеркалі, про пристрасті, хвороби, життя і смерть, астролог виявляв нерозривний зв'язок між подіями, що відбуваються, та рухом небесних світил.
Деякі дослідники вважають, що Данте був знайомий із роботою Рісторо д'Ареццо і деякі постулати роботи Данте «Quaestio de Aqua et Terra» перегукуються із думками Рісторо. Одночасно існує думка про те, що теорія Рісторо д'Ареццо абсолютно суперечить космографії Данте.